# Phytoecia argus
Phytoecia argus es una especie de escarabajo longicornio del género Phytoecia, subfamilia Lamiinae. Fue descrita científicamente por Frölich en 1793.
Se distribuye por Austria, Bosnia y Herzegovina, Bulgaria, Crimea, Australia, Croacia, Grecia, Hungría, Italia, Moldavia, Rumania, Rusia, Reino Unido, Eslovaquia, Eslovenia, Chequia y Ucrania. Posee una longitud corporal de 19-21 milímetros. El período de vuelo de esta especie ocurre en los meses de abril, mayo, junio y julio.
Parte de su alimentación se compone de plantas de la familia Apiaceae.